# Yuttapong Srilakorn
Yuttapong Srilakorn (tiếng Thái: ยุทธพงษ์ ศรีละคร; sinh ngày 12 tháng 7 năm 1985), là một cầu thủ bóng đá người Thái Lan thi đấu ở vị trí hậu vệ cho câu lạc bộ Giải bóng đá Ngoại hạng Thái Lan Sukhothai.

## Danh hiệu

### Câu lạc bộ
Saraburi
- Regional League Central-East Division
  -  Vô địch (1): 2010